# Jardim Primavera (Duque de Caxias)
Jardim Primavera é um bairro localizado no município de Duque de Caxias, na região da Baixada Fluminense, no estado do Rio de Janeiro.
A Prefeitura de Duque de Caxias  localiza-se na entrada, próxima à Rodovia Washington Luis (antiga Rio-Petrópolis) e ainda existe no bairro, o tradicional bloco de enredo Flor da Primavera e recentemente, a escola de samba Flor do Jardim Primavera.